# Jan Klokočka
Jan Klokočka (ur. 6 lipca 1949 w Pradze, zm. 17 maja 2007) – czechosłowacki żużlowiec, występujący również na długim torze i na trawie.

## Życiorys
Dwukrotny złoty medalista młodzieżowych indywidualnych mistrzostw Czechosłowacji (1969, 1973). Brązowy medalista drużynowych mistrzostw Czechosłowacji (1981). Wielokrotny finalista indywidualnych mistrzostw Czechosłowacji (najlepsze wyniki: 1974 i 1976 – V miejsca). Finalista mistrzostw Czechosłowacji par klubowych (1979 – VI miejsce).
Dwukrotny finalista indywidualnych mistrzostw Europy na torze trawiastym (Nandlstadt 1983 – XI miejsce, Eenrum 1986 – XVIII miejsce). Wielokrotny reprezentant Czechosłowacji w eliminacjach drużynowych mistrzostw świata (m.in. uczestnik finałów kontynentalnych w latach 1973, 1974, 1975, 1976) oraz indywidualnych mistrzostw świata (najlepszy wynik: Leningrad 1976 – XV miejsce w finale kontynentalnym).